# Nogometni klub Dugopolje
Il Nogometni Klub Dugopolje, meglio noto come Dugopolje è un club calcistico croato con sede nella città di Dugopoglie, nella regione spalatino-dalmata. Milita in Druga HNL, la seconda serie del campionato croato di calcio.
Gioca le partite casalinghe allo Stadio Hrvatski vitezovi, avente una capacità di 5 200 spettatori.

## Palmarès

### Competizioni nazionali
- Druga hrvatska nogometna liga: 1

2011-2012
- Treća HNL: 1

2009-2010 (girone Sud)